# Saidu Sharif

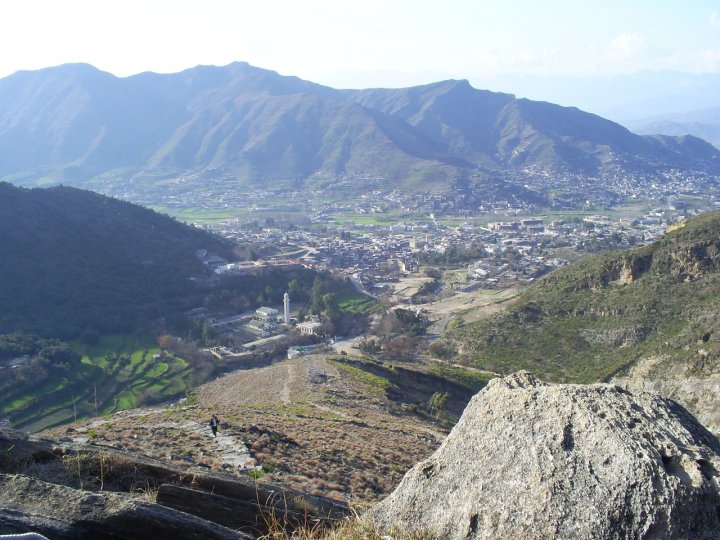
Saidu Sharif

Saidu Sharif (Urdu سیدو شریف) ist mit etwa 70.000 Einwohnern die Verwaltungshauptstadt des Swat-Distrikts in der Provinz Khyber Pakhtunkhwa im Norden Pakistans.

## Lage
Die – wie die größere Nachbarstadt Mingora – von über 1000 m hohen Bergen umschlossene Stadt Saidu Sharif liegt in einem Seitenarm des Swat-Tals etwa 250 km (Fahrstrecke) nordwestlich der pakistanischen Hauptstadt Islamabad. Die Stadt Peschawar befindet sich nur etwa 150 km südwestlich.

## Bevölkerung
Die ganz überwiegend muslimische Bevölkerung besteht aus Paschtunen und Angehörigen anderer Stammesgruppen aus dem Norden Pakistans. Viele sind in den letzten Jahrzehnten zugewandert.

## Wirtschaft und Geschichte
Die Landwirtschaft bildete jahrhundertelang die Existenzgrundlage der hier ansässigen Bevölkerung. In der seit den 1950er Jahren immer stärker wachsenden Stadt ließen sich Handel, Handwerk und Dienstleistungsunternehmen aller Art nieder. Die Stadt und das gesamte Swat-Tal werden immer wieder von Erdbeben heimgesucht; die neuere Betonbauweise hält jedoch den meisten Erschütterungen stand.

## Sehenswürdigkeiten

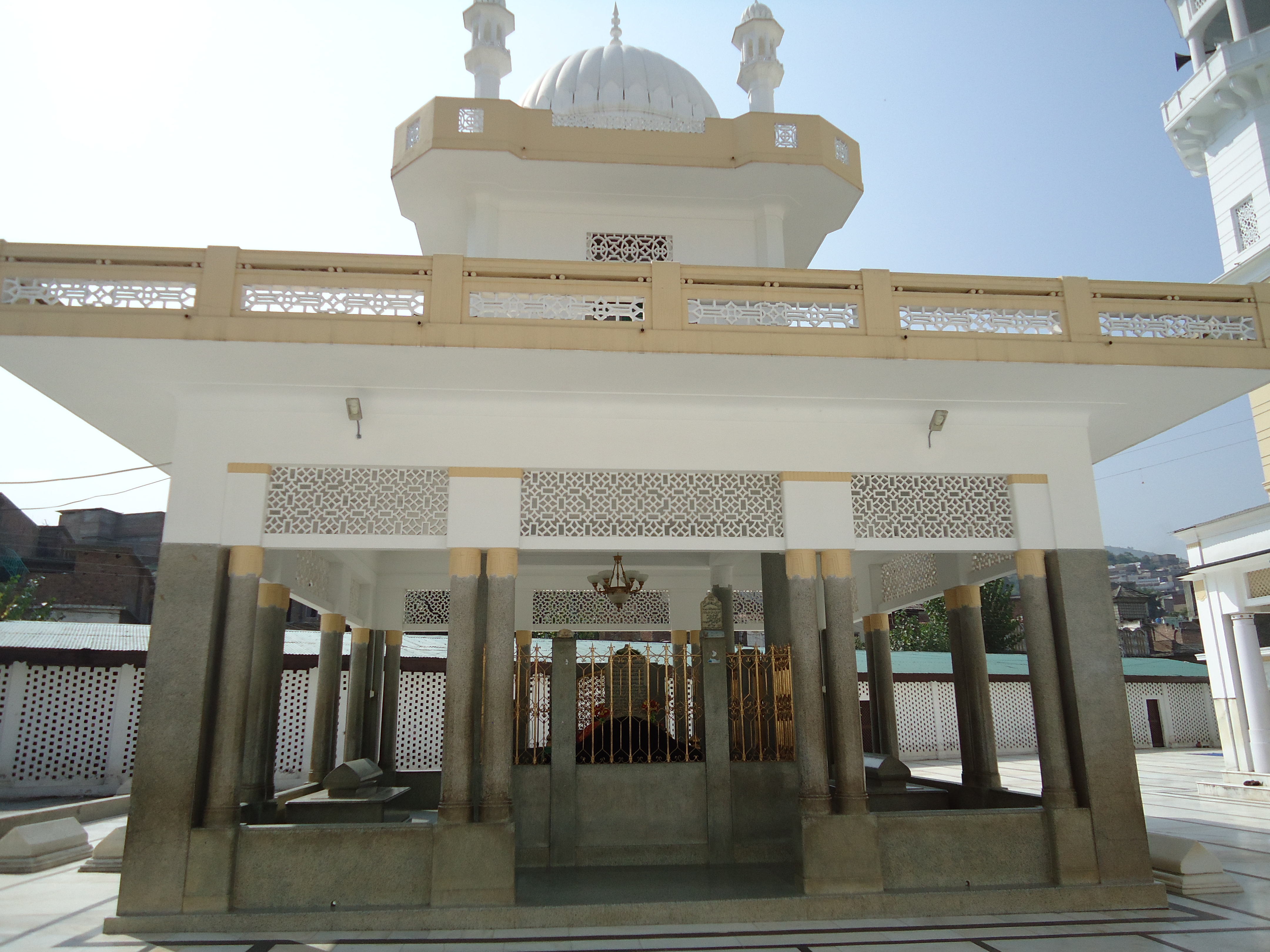
Mausoleum Saidu Babas

- Etwa auf halbem Wege nach Mingora befindet sich das Swat-Museum, welches sich der Geschichte und vielgestaltigen Kultur des Swat-Tales widmet.
- Die Allah-O-Akbar Masjid befindet sich im Stadtzentrum.
- Das Mausoleum von Akhund Abdul Ghaffur (üblicherweise als Saidu Baba bezeichnet), einem im Jahr 1878 verstorbenen Korangelehrten (mullah) und Freiheitskämpfer gegen die Briten und Sikhs, liegt im Stadtzentrum.
- Die historisch bedeutsamen Ausgrabungsstätten von Butkara befinden sich etwa 3,5 km nordöstlich.